# Az-Záhir Bajbarsz egyiptomi szultán
Az-Záhir Bajbarsz, I. Bajbarsz, trónra lépése előtt Rukn ad-Dín Bajbarsz al-Bundukárí (1223. július 19. – 1277. június 30.) az egyiptomi bahri mamlúkok negyedik, legjelentősebb szultánja 1260. október 24-étől haláláig. Korának talán legkiválóbb hadvezére és szervezője volt. Uralkodása alatt kezdődött meg a Mamlúk Birodalom hatalmi struktúrájának stabilizációja, a keresztesek végleges kiszorítása a Szentföldről, az egyiptomi fennhatóság visszaállítása Szíria és a Hidzsáz területe felett, valamint ő mérte az első jelentős vereséget az addig megállíthatatlanul terjeszkedő Mongol Birodalom seregeire.
Személyneve török eredetű, két részből áll: baj/bej (bég), azaz vezető, úr, nemes, valamint barsz, azaz párduc, vagyis neve jelentése: nemes párduc. Uralkodói titulusa al-Malik az-Záhir, melynek jelentése a fényességes király.

## A sztyeppétől Egyiptomig
Kipcsak török származású volt, a Fekete-tengertől északra fekvő sztyeppén élt népe, míg a mongol hódítás elől 1241 táján Anatóliába nem települtek. Itt egy helyi türk főnök tőrbe csalta és rabszolgasorba kényszerítette őket. Bajbarsz, a feljegyzések szerint hatalmas termetű, kék szemű ifjú Sivas, Aleppó, Damaszkusz és Hamá rabszolgapiacain egyaránt megfordult – ez utóbbi helyen későbbi alattvalóját, az ajjúbida al-Manszúr Muhammad fejedelmet anyja állítólag óva intette megvételétől, mondván: gonosz a tekintete (ez részint a különlegesnek számító kékségnek, részint az egyik szemén levő szürkehályognak volt köszönhönhető). Végül asz-Szálih Ajjúb egyiptomi szultán egyik mamlúkja, Ajdikin al-Bundukár vásárolta meg, aki 1247-ben kiesett az uralkodó kegyéből, és kénytelen volt átadni a nevét (al-Bundukárí) öröklő Bajbarszot a királyi kíséretnek (ún. bahrijja vagy szálihijja).

## Út a szultánságig
Bajbarsz gyorsan haladt előre a ranglétrán, és hamarosan Aktaj al-Dzsamadár egyik legfőbb szövetségese lett. Ajjúb 1249-es halálát, majd örököse, al-Muazzam Túránsáh 1250-es meggyilkolását követően a bahrí mamlúkok két pártra szakadtak. Az egyiket Ajbak atabég és Ajjúb özvegye, Sadzsar ad-Durr, a másikat Aktaj és Bajbarsz vezette. Ez utóbbiak kikényszerítették Sadzsar ad-Durr, majd Aktaj lemondását a trónról, hogy névlegesen egy kiskorú ajjúbida herceg, al-Asraf Múszá uralkodhasson, ezzel lecsillapítva az an-Nászir Júszuf aleppói fejedelem vezette lázadást. Törekvésük nem járt sikerrel, és bár Júszufot leverték, Bajbarsznak 1254-ben a bahrijja nagy részével együtt menekülnie kellett Aktaj meggyilkolását követően.
Bajbarsz az aleppói emírnek ajánlotta fel szolgálatait, ám az ismét kitörő háborút (1254–56) követően a békeszerződés értelmében Júszuf kénytelen volt szélnek ereszteni a nagy katonai erőt képviselő, ám nehezen irányítható mamlúkokat, akik ekkor a karaki ajjúbida fejedelem, al-Mugísz Umar szolgálatába álltak. Bajbarsz 1257 októberében, majd 1258 áprilisában is betört Egyiptomba, de mindkétszer vereséget szenvedett az 1259-től szultánként uralkodó Kutuz alkirálytól Szálihijjánál, a Nílus-delta közelében. Második vereségét követően az emigráns mamlúkok fogságba esett vezetőit kivégezték. Még abban az évben Hülegü vezetésével mongolok pusztították el Bagdadot, és kilátásba helyezték, hogy tovább nyomulnak nyugat felé. 1259-ben az aleppói Júszuf legyőzte a karaki Umart, és ismét saját szolgálatába állította a mamlúkokat, ám 1260 januárjában, miután Hülegü bevette Aleppót, serege szétszóródott.
Bajbarsz tárgyalni kezdett Kutuzzal, akinek nagy szüksége volt az emigráns bahríkra a mongolok elleni harcban, így azok március 17-én biztonságban visszatérhettek Egyiptomba. A meghódolást követelő mongol követeket Kutuz Bajbarsszal egyetértésben ölette meg, majd július 26-án megindultak Palesztina felé. A szeptember 3-án aratott Ajn Dzsálút-i diadallal végződő hadjárat során Bajbarsz vezette az egyiptomi felderítő előörsöt.
A mongoloknak köszönhetően Szíria Kutuz ölébe hullott, aki állítólag Bajbarsznak ígérte az aleppói emírséget, de mégis a moszuli emír, Badr ad-Dín Lulu egyik fiát, Alá ad-Dín Alít nevezte ki oda. Bajbarsz sérelméhez társulva a bahrijja és az Ajbak által létrehozott, Kutuzt támogató muizzijja közti villongások is kiújultak. Ennek tudható be, hogy a hazaúton egy sivatagi vadászat alkalmával Bajbarsz végzett a szultánnal 1260. október 24-én.

## Bajbarsz uralkodása
A gyilkosság önmagában nem lett volna elég a szultáni hatalom megszerzéséhez, de Bajbarsz segítségére sietett egy öreg bahrí mamlúk, Fárisz ad-Dín Aktaj al-Musztaarib. A királyi sátorban uralkodóválasztásra összeülő potentátoknak ő javasolta Bajbarsz megválasztását, amire kölcsönös esküvéssel és afféle hűségnyilatkozattal sor is került. Aktaj javaslatára az új szultán a hadsereg élén sietett Kairóba, ahol ellenállás nélkül tudta elfoglalni a trónt november 25-én, és néhány hét múlva állami felvonulást tartott a felségjelvényekkel. Érdemeiért Aktaj 1273/74-ben bekövetkezett haláláig a szultán főminisztere maradt atabégi címmel – igaz, a hadsereg irányítása mindvégig Bajbarsz kezében maradt, és a trónörökös mellé 1264-ben kinevezett atabég sem ő volt, hanem egy másik bahrí, al-Hillí. Bajbarsz mindvégig jó viszonyt ápolt a bahrijjával, bár igyekezett saját udvartartást (záhirijja) is létrehozni; második főminisztere, Bilik al-Házindár már ide tartozott.

### Szíria pacifikálása
Hiába zajlott problémamentesen a hatalomátvétel Egyiptomban, Szíria Bajbarsz egész uralkodása alatt elfoglaltságot adott a szultánnak. Mindjárt 1260 novemberében trónkövetelőként lépett fel a Kutuz által nemrég kinevezett damaszkuszi helytartó, a hajdani atabég, Szandzsar al-Halabí, aki az al-Malik al-Mudzsáhid („a harcos király”) titulust vette fel. Al-Halabí mozgalmát azonban rövid úton sikerült felszámolni a fegyveres kurd kajmarijja, a hamái al-Manszúr Muhammad és Bajbarsz Damaszkuszban tartózkodó hajdani tulajdonosa, al-Bundukár lojalitásának köszönhetően. Ugyanekkor Aleppóban a hajdani ajjúbida uralkodók udvartartása (az azízijja és a nászirijja) elűzte a Kutuz által kinevezett Alá ad-Dínt, de saját emírjüket egy újabb mongol támadás elsöpörte. A mongolok Aleppót és Hamát is bevették, de Himsznél vereséget szenvedtek az aleppói–hamái–himszi koalíciótól december 10-én.
Aleppót ekkor egy kalandor mamlúk, Akkus al-Barlí hajtotta uralmába, de hiába kereste a hamái és himszi ajjúbidák szövetségét. 1261. július 17-én az időközben szultáni kegyelmet és hadvezéri kinevezést nyert Szandzsar al-Halabí számolt le vele, ám annak visszavonulása után al-Barlí ismét visszatért. Aleppót végül al-Bundukár szerezte vissza Bajbarsznak 1261 októberében. Barlí az Eufrátesz gázlóját védő Bírába vonult vissza, ahol egy évig tartotta magát, végül 1262-ben átadta a várost a szultánnak. Bajbarsz barátságosan fogadta a hűségére tért Barlít, de a következő évben váratlanul bebörtönöztette. Szíria kádijává egyébként az életrajzi lexikont író Ibn Hallikánt, egy aleppói menekültet nevezett ki.
Bajbarsz eleinte jó viszonyt ápolt az aszaszinokként elhíresült nizári iszmáilitákkal, akik számos erősséget birtokoltak Szíria területén. A szultán azonban nem sokáig tűrt meg önálló, több erődöt birtokló hatalmat a térségben, úgyhogy igyekezett a szektát egyiptomi befolyás alá vonni. 1267-től már adót követelt tőlük, majd magának vindikálta a vezetőjük (a legfőbb dáí) kinevezésének jogát. A folyamat lázongással járt, melynek során a mamlúkok elfoglalták az aszaszinok hegyi erősségeit. Utolsóként Kahf kapitulált 1273-ban. Bajbarsz kegye folytán az iszmáiliták lakhelyüket és némi autonómiát megőrizhettek, de végérvényesen a szultánság alattvalóivá váltak.

### Mongol politika
Mivel a mongolok az 1243-as Köse Dag-i győzelmükkel megrendítették és hűbéresükké tették az Ikóniumi Szultánságot, csak ők maradtak meg potenciális veszélyforrásnak a közel-keleti mamlúk uralomra nézve. Egyiptom szerencséjére 1262-ben az addig harmonikusan irányított Mongol Birodalomban polgárháború tört ki, melyben a Perzsiát és Irakot uraló Hülegü ilhán (kb. alkán, szemben a nagykánokkal) a később diadalmaskodó Kubilájt, a kelet-európai Arany Hordát vezető muszlim Berke kán viszont ellenfelét, Arigh Bökét támogatta. Böke vereségével Berke egyedül maradt Hülegüvel szemben, ami kapóra jött Bajbarsznak. 1262-ben Berke azt az utasítást adta Hülegü seregében szolgáló alattvalóinak, hogy vagy térjenek haza, vagy álljanak a mamlúkok szolgálatába. (A Szíriába települő mongolokat a váfidijja névvel illették.) 1263 júliusában dús ajándékokkal megrakott követség indult Szarajba, és Berke elismerésének különleges jeleként megemlítették a pénteki hutbában is. Berke 1266-os halála után sem szakadt meg a baráti és kölcsönösen jövedelmező kapcsolat a két állam között: az elkövetkező mintegy két és fél évszázadban az Arany Horda vált Egyiptom legfőbb rabszolgaellátójává.
Hülegü 1265-ben halt meg, utódja, Abáká kán azonban továbbra is veszélyt jelentett Bajbarsz szíriai területeire. A terület két kulcsfontosságú erődje közül al-Bíra a már említett módon, 1262-ben került a szultán birtokába, a Damaszkuszból Egyiptom és a Hidzsáz felé vezető utat őrző al-Karak pedig 1263-ban: urát, al-Mugísz Umart tőrbe csalták, és elítélték mongol kapcsolatai miatt, majd családjával Egyiptomba hurcolták fogságba. A mongolok 1265-ben megtámadták Bírát, de mire Bajbarsz felvonult ellenük, már visszavonultak. Ezután a szultán elsősorban a keresztes államok elleni küzdelemmel volt elfoglalva – félő volt, hogy amint 1260-ban is, Kis-Örményország, illetve a perszonálunióban egyesült Tripoli és Antiochia ismét összefog az ilhánidákkal.

### A keresztes államok

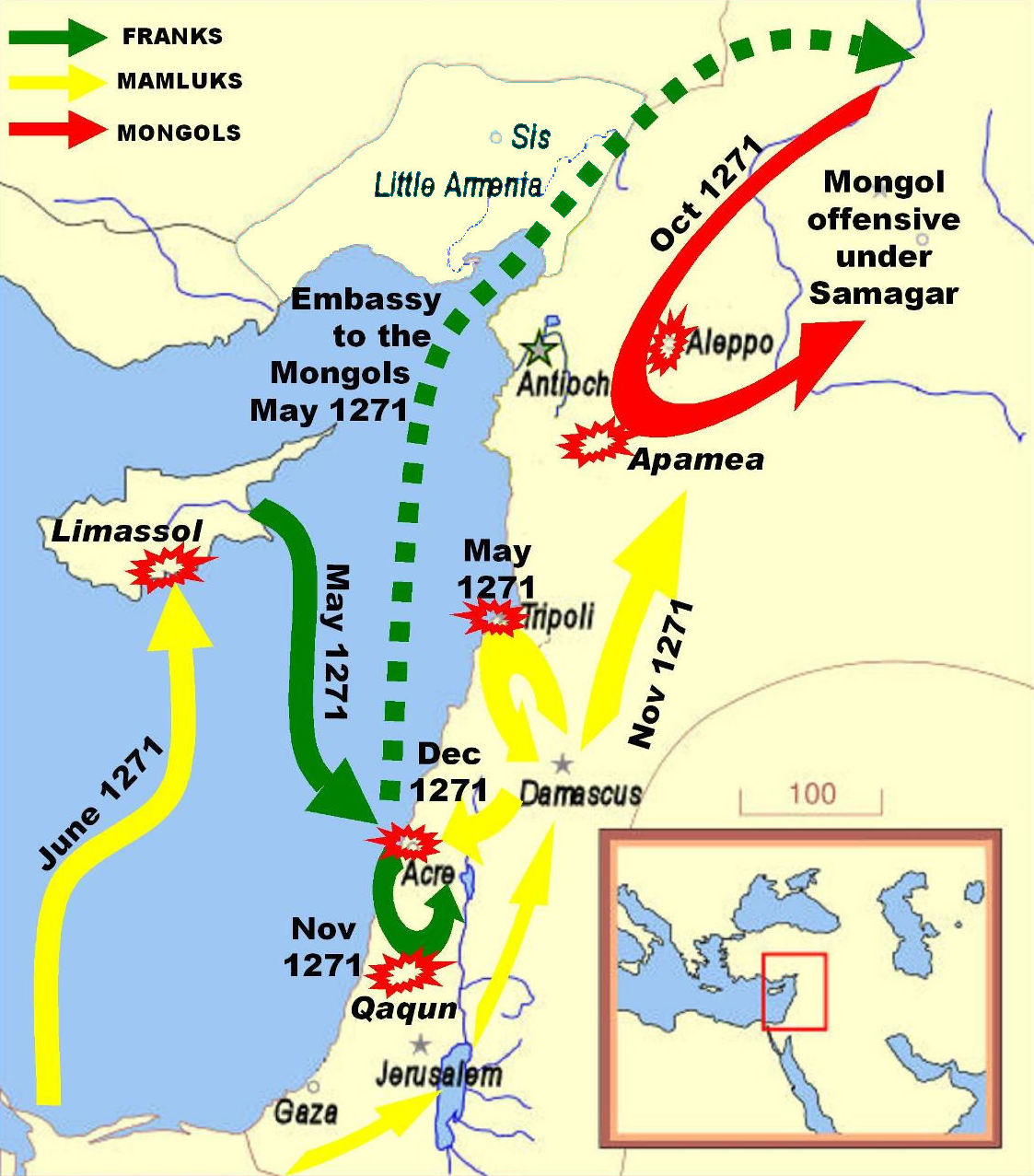
Lord Edward keresztes hadjáratának térképe

Az ajjúbidák Szaladin korától békés egymás mellett élésre rendezkedtek be a szentföldi keresztesekkel, IX. (Szent) Lajos támadása (1249–1250) azonban bebizonyította, hogy Európa és a Tengerentúl (Outremer) továbbra is veszélyt jelent. Várható volt, hogy újabb keresztes hadjáratok indulnak, ami be is igazolódott: Szent Lajos bekerítési kísérlete Tunisz felől 1270-ben kudarcba fulladt, és ugyanígy járt a mongolok támogatására hiába építő Lord Edward, a későbbi I. Edward angol király is 1271–72-ben.
Bajbarsz 1263-ban vonult fel először a keresztesek ellen: a karaki al-Mugísz elfogását követően lerombolta a názáreti templomot, és egészen Akkó falaiig hatolt csapataival. 1265-ben, miután al-Bíra felől elhárult a mongol veszély, Cézárea, Haifa és Arszúf kikötővárosai kerültek mamlúk kézre, melyeket a szultán porig romboltatott. Ez később is jellemző volt rá: az újabb partraszállások bázisait igyekezett lerombolni, míg a szárazföld belsejében fekvő várakat megerősítette és erős helyőrségeket telepített beléjük. 1266 júliusában a templomosok elvesztették Szafadot, amely a szíriai mamlúk igazgatás egyik központjává lépett elő. Ugyanebben az évben a hamái al-Manszúr Muhammad vezetésével a mamlúk hadak betörtek Kis-Örményországba, legyőzték az ilhán udvarban időző I. Hetum örmény király fiainak seregét (mari csata), és kifosztották a fővárost, Sziszt. A királyság ezzel elvesztette korábbi jelentőségét. 1268-ban Jaffa városát pusztították el a mamlúkok, majd bevették Belfort (Beaufort) templomos erődjét, amely Sakíf Arnún néven komoly helyőrséggé vált, végül május 18-án elfoglalták Antiochiát, véget vetve a 171 éve tartó keresztes uralomnak a város felett.
1270-ben IX. Lajos hadjáratának hírére Askelón tengeri védműveit pusztították el Bajbarsz seregei, és félő volt, hogy a szultán Tripolit is elfoglalja, amikor váratlan módon szövetséget ajánlott a fejedelemségnek. Ennek hátterében Edward trónörökös érkezése állt, aki azonban egymaga nem vehette fel a versenyt a muszlimokkal, és 1272-ben hazatért. A hatalmát biztosnak érző Bajbarsz ezután felhagyott a keresztesek elleni támadásokkal, és ismét a mongolok erejének megtörésével foglalkozott.

### Anatólia és egyéb külkapcsolatok
Bajbarsz már 1272-ben azt az ajánlatot kapta a Konstantinápolyba száműzött szeldzsuk trónkövetelőtől, II. Kaj Kávúsztól, hogy ha megszerzi számára a hatalmat, átadja neki területei felét. Ez nem tűnt reális lehetőségnek, mivel a hatalom Kayseriben egy régens, a rangjáról elnevezett Perváne Szulejmán kezében volt. A Perváne igyekezett lavírozni Bajbarsz és Abáká között, végül a mamlúk szultánnak ajánlotta fel a segítségét. Ez a területi nyereség mellett az Ilhánida Birodalom meggyengítésével és egy újabb szövetséges megszerzésével kecsegtetett, így 1277-ben megindult a hadjárat Anatólia felé. Áprilisban az ilhánida seregek Elbisztánban súlyos vereséget szenvedtek Bajbarsztól, ám a Perváne – akinek jellemző módon a mongolok is várták támogatását – nem vett részt a harcban. Bajbarszot így hiába kiáltották ki Rüm szultánjává, rövidesen kivonult Abáká közeledésének hírére. A kán a szeldzsukokon állt véres bosszút, és a köpönyegforgató Szulejmánt is kivégeztette.
A Mamlúk Birodalom a Földközi-tenger térségének egyik meghatározó hatalma volt, és Bajbarsz egyáltalán nem viseltetett ellenségesen az olyan államokkal, amelyek nem jelentettek közvetlen fenyegetést területeire, épp ellengezőleg, igyekezett szoros, jövedelmező gazdasági kapcsolatokat kiépíteni velük. Ennek megfelelően közeledett a nemrég restaurált Bizánci Birodalomhoz, aminek eredményeképpen VIII. (Palaiologosz) Mihály engedélyezte az egyiptomi kereskedők szabad közlekedését a Dardanellákon és a Boszporuszon. Szívélyes kapcsolatot ápolt Anjou Károllyal, Szicília királyával is, és követei egészen I. Jakab aragóniai és X. Alfonz kasztíliai udvaráig is eljutottak.

### Valláspolitika
Bagdad 1258-as mongol elpusztítása és al-Musztaaszim kalifa meggyilkolása komoly csapás volt a szunnita iszlám követőire nézve, hiszen ezen területeken a kalifától kapott kinevezés volt az uralkodók legitimációjának alapja, és a saría, illetve az ennek szellemében kötött mindenféle ügyletek érvényességét is ők garantálták. Nem csoda, hogy már Kutuz igyekezett felvenni a kapcsolatot egy túlélő abbászida herceggel, Abú l-Abbász Ahmaddal, ám Bajbarsz még azelőtt végzett a szultánnal, hogy bármiféle megállapodás létrejöhetett volna. Az új uralkodó törvénytudósai 1261. június 13-án egy másik trónkövetelőt nyilvánítottak kalifává al-Musztanszir néven. Bajbarsz ünnepélyes hűségesküt (bajaa) tett Musztanszirnak, aki elismerte Egyiptom, Szíria, a Hidzsáz, Jemen, továbbá a Hülegü kezén levő Dijár Bakr és Mezopotámia, illetve a többi, esetlegesen meghódítandó terület szultánjának, mintegy szentesítve az expanzió programját.
Al-Musztanszir sereget kapott Bajbarsztól, és Badr ad-Dín Lulu hajdani moszuli emír fiaival megindult, hogy visszaszerezzék birtokaikat. Az addig Bírában, al-Barlínál időző, általa kalifának elismert Abú l-Abbász Ahmad útközben csatlakozott hozzájuk, ám a kis csapat nem járt sikerrel. Moszult csak rövid időre tudta megszerezni asz-Szálih Iszmáíl, az abbászidák hadait pedig 1261. december 18-án szétverték Hülegü csapatai. A kalifa holtan maradt a csatamezőn, mintegy negyven mérföldre Bagdad romjaitól, közel az Eufráteszhez; Ahmad viszont megmenekült, és vissza tudott térni Kairóba. Bajbarsz ekkor őt ismerte el al-Hákim néven kalifának, és Ahmad 1302-ben bekövetkezett haláláig töltötte be a rangot – utódai egészen az 1517-es oszmán hódításig örökítették a tisztséget, emelve a Mamlúk Birodalom tekintélyét. Hatalmuk kezdettől fogva nem volt (igaz, egyikük rövid időre a szultánságot is megszerezte a későbbiekben), viszont reprezentatív eseményeken (például követek fogadásánál) részt vettek, és többnyire illő tisztelettel kezelték őket.
Bajbarsz 1269-ben, miután felszámolta a keresztes fenyegetés javát, félig titokban, komoly kíséret nélkül megtette a zarándoklatot Mekkába, és Medina városát is meglátogatta. E tette jelezte a hidzsázi hatalmasságoknak, hogy Kairó továbbra is ellenőrzése alatt kívánja tartani az iszlám szent városait.

## Utódlása
Bajbarsz mindössze két területen vallott kudarcot. Az egyik a már említett anatóliai kaland, a másik az örökösödés kérdése volt. A szultán már 1262-ben trónörökössé nyilvánította alig kétesztendős fiát, Muhammad Baraka Hánt, aki Bajbarsz hvárezmi apósa után kapta nevét. Muhammadot asz-Szaíd néven 1264. augusztus 8-án hivatalosan társuralkodójává nevezte ki, mellé egy bahrí mamlúkot, Ajdemir al-Hillít nevezte ki atabégnek (régensnek). A trónörökös apja életében nem gyakorolhatott valós hatalmat.
Bajbarsz a kudarccal végződő rümi expedícióról hazatérőben megbetegedett, és tizenhárom nap után 1277. június 30-án elhunyt Damaszkusz városában. Földi maradványait a róla elnevezett Záhirijja mecsetfőiskola (ma a Szíriai Nemzeti Könyvtár) őrzi. Hívei trónra is segítették asz-Szaídot, de őt a bahrijja hamarosan megbuktatta, és fivérét, a kiskorú al-Ádil Szalámist tették trónra. Végül 1279 novemberében, alig több, mint két évvel Bajbarsz halála után dinasztiája elbukott, és egy harcostársa, Kalávún al-Alfí vette át a hatalmat.

## Emlékezete
Bajbarsz mind katonaként, mind adminisztrátorként kiválóan megállta a helyét. Jó emlékezetét egy nép körében terjedő regényes életrajza (Szírat Bajbarsz) is fenntartotta, de három kortárs biográfiája is ránk maradt. A hivatalos pályakép a szultán kancelláriáját vezető Muhjí ad-Dín ibn Abd az-Záhir tollából származik, és kritikátlan tisztelettel viszonyul Bajbarszhoz. A mongolok elől Aleppóból, an-Nászir Júszuf udvarából Kairóba menekült Izz ad-Dín ibn Saddád már jóval kevésbé elfogult művet alkotott, de a legkritikusabb szemtanú Sáfi ibn Alí, Ibn Abd az-Záhir röviddel később, már Bajbarsz utódai alatt alkotó anyai unokaöccse volt, aki alapjában véve rokona életrajzi művét rövidítette le. Az egyébként gyakorta Szaladinhoz hasonlított uralkodó leginkább kifogásolt tette a karaki al-Mugísz Umar hazug tőrbe csalása volt, illetve két korábbi szultán – al-Muazzam Túránsáh és Kutuz – meggyilkolásában játszott szerepét is elítélték.